# Save the Last Dance for Me
"Save the Last Dance for Me" er en sang skrevet af Doc Pomus og Mort Shuman, som blev indspillet første gang i 1960 af the Drifters, med Ben E. King som forsanger.
Den er siden blevet indspillet i coverversioner af adskillige kunstnere inklusive Dalida, The DeFranco Family, Emmylou Harris, Dolly Parton og Michael Bublé.
Sangen har en fortæller, der siger til sin kæreste, at hun frit kan mingle og socialisere i løbet af aftenen, men at hun skal huske på at gemme den sidste dans til ham når aftenen slutter. Under et interview på Elvis Costellos show Spectacle, sagde Lou Reed, der arbejdede med Pomus, at sangen blev skrevet på Pomus' bryllupsdag, mens brudgommen i rullestol så sin brud danse med deres gæster. Pomus havde polio, og brugte nogle gange krykker for at komme rundt. Hans kone, Willi Burke, var en Broadway-skuespiller og -danser. Sangen viser hans perspektiv, der fortæller sin kone, at hun kan more sig med at danse, men husker hende på, at hun skal tage ham med hjem og "in whose arms you're gonna be."

## Hitlister
| Hitliste (1960-1961)           | Højeste placering |
| ------------------------------ | ----------------- |
| New Zealand (Lever Hit Parade) | 1                 |
| South Africa (Springbok)       | 1                 |
| Italy (FIMI)                   | 31                |
| UK                             | 2                 |
| U.S. Billboard Hot 100         | 1                 |
| U.S. Cash Box Top 100          | 1                 |
| U.S. Billboard R&B.            | 1                 |
| Canada (CHUM Charts Top 20)    | 1                 |

| Hitliste (1960)        | Rang |
| ---------------------- | ---- |
| U.S. Billboard Hot 100 | 26   |
| U.S. Cash Box          | 3    |
| South Africa           | 9    |

| Hitliste (1958–2018) | Placering |
| -------------------- | --------- |
| US Billboard Hot 100 | 490       |